# James E. Sullivan Award
De AAU James E. Sullivan Award wordt jaarlijks uitgereikt door de Amateur Athletic Union (AAU) aan de meest uitblinkende Amerikaanse atleet (m/v). De prijs werd voor het eerst uitgereikt in 1930, waardoor deze ouder is dan de Heisman Trophy. De prijs is vernoemd naar de oprichter van de AAU James E. Sullivan.

## Winnaars

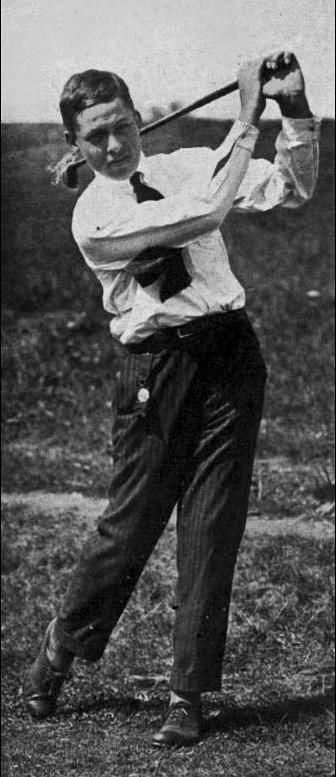
1930: golfer Bobby Jones

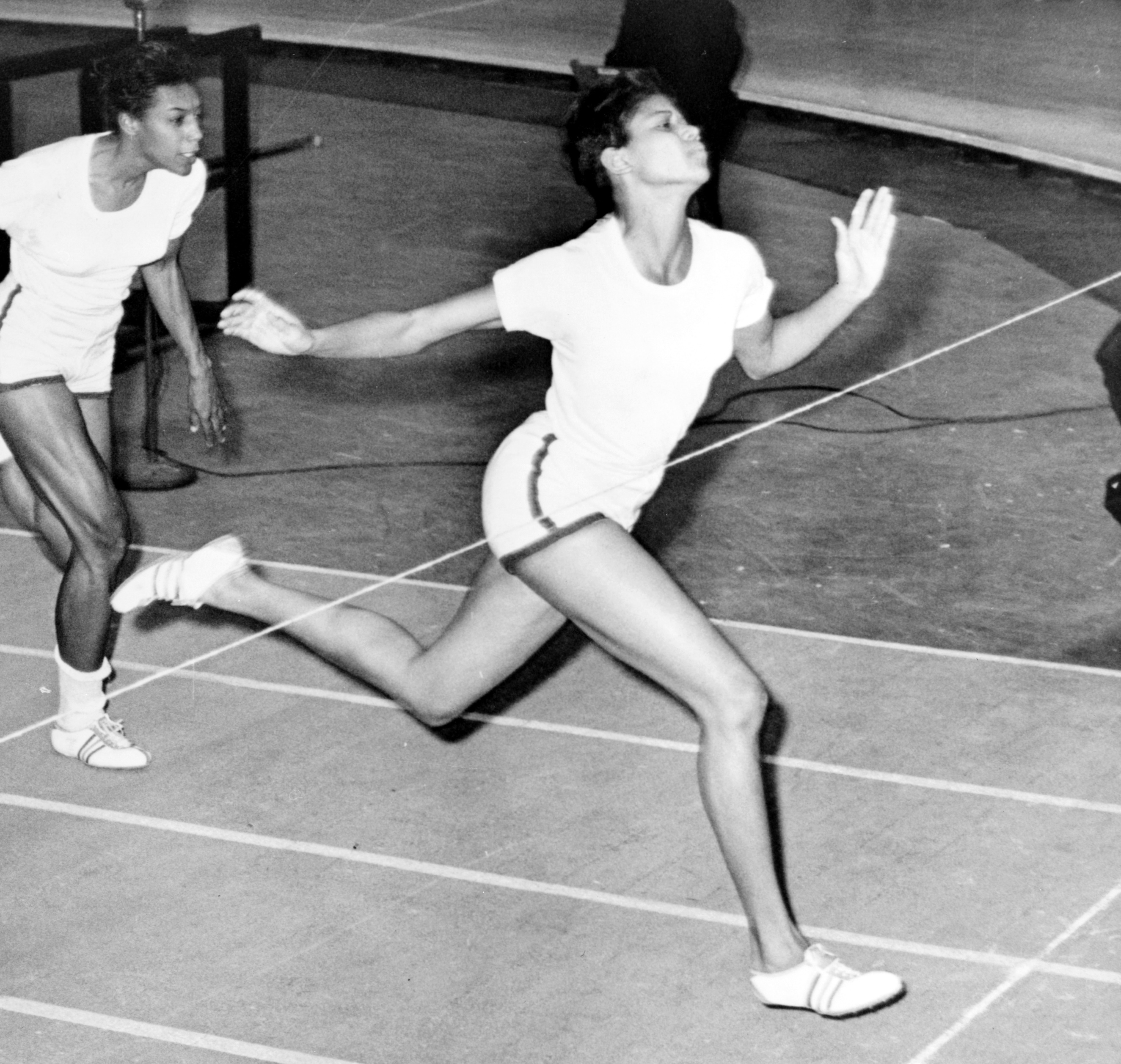
1961: atlete Wilma Rudolph

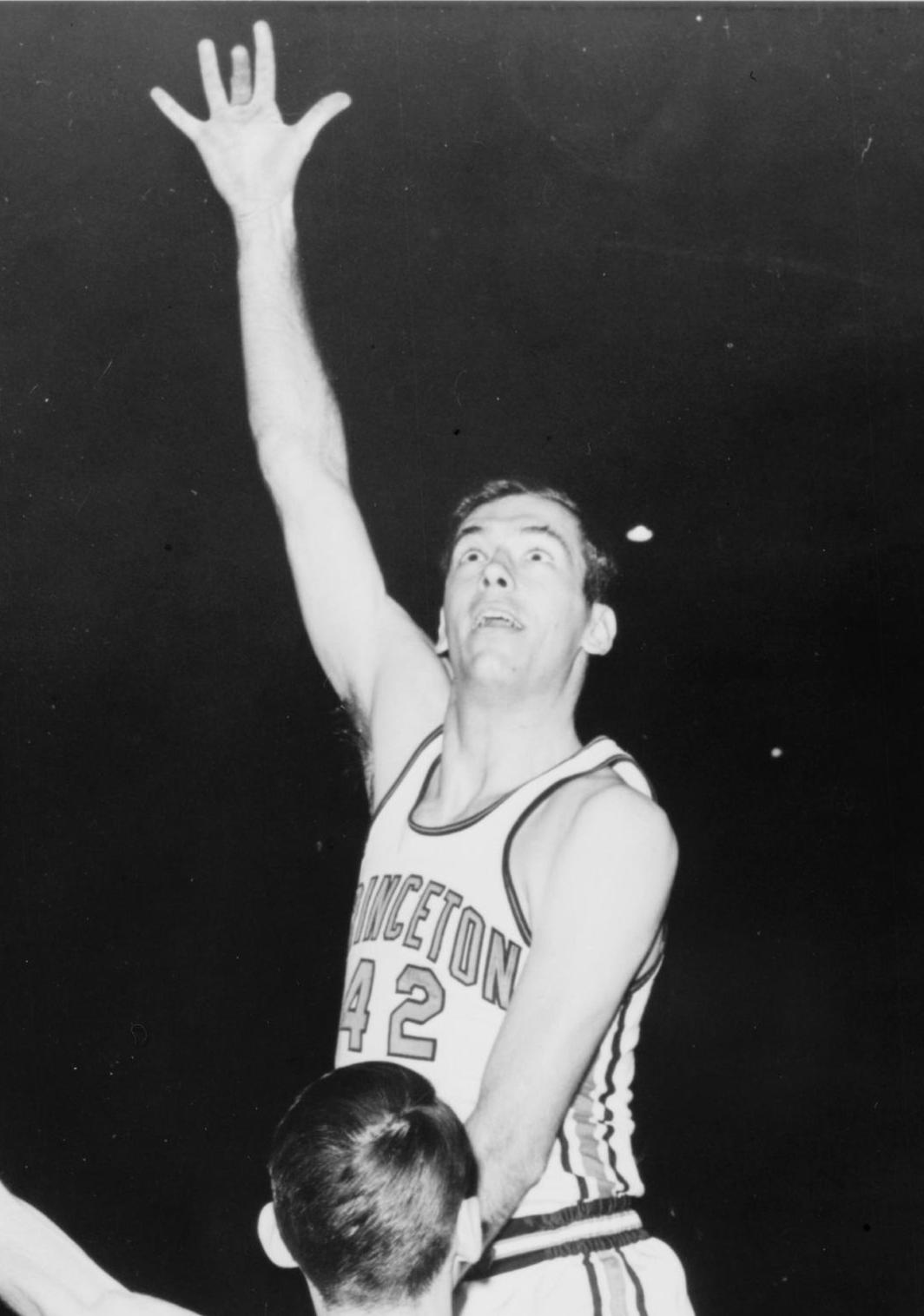
1965: basketballer Bill Bradley

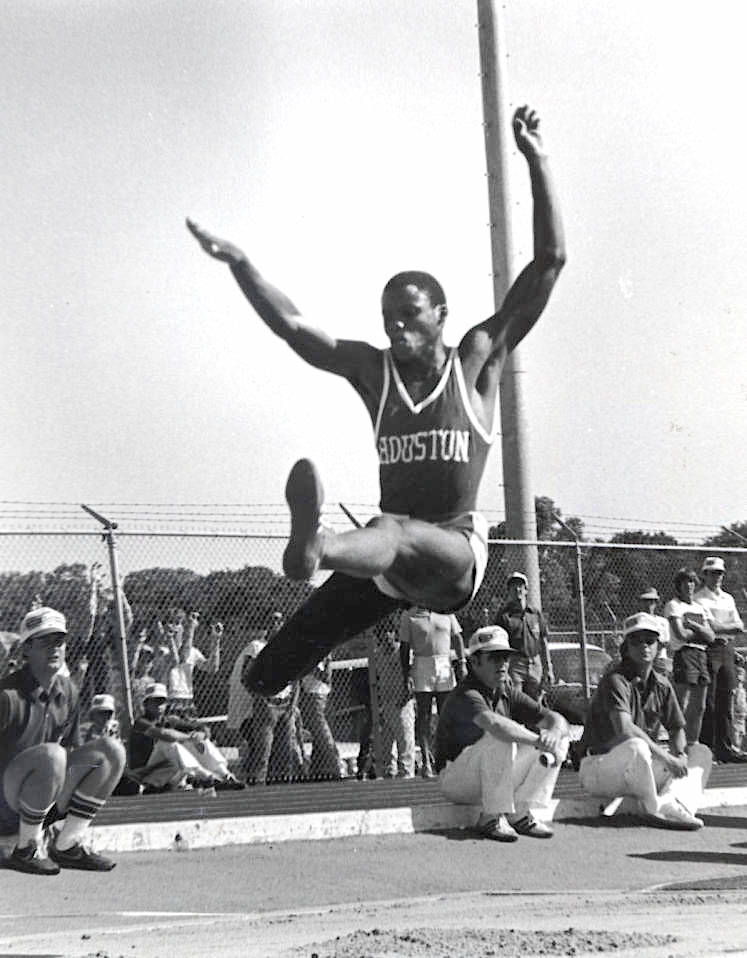
1981: atleet Carl Lewis

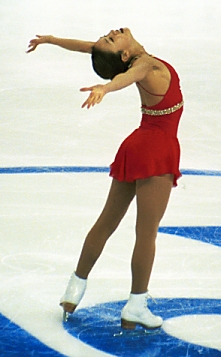
2001: kunstschaatsster Michelle Kwan

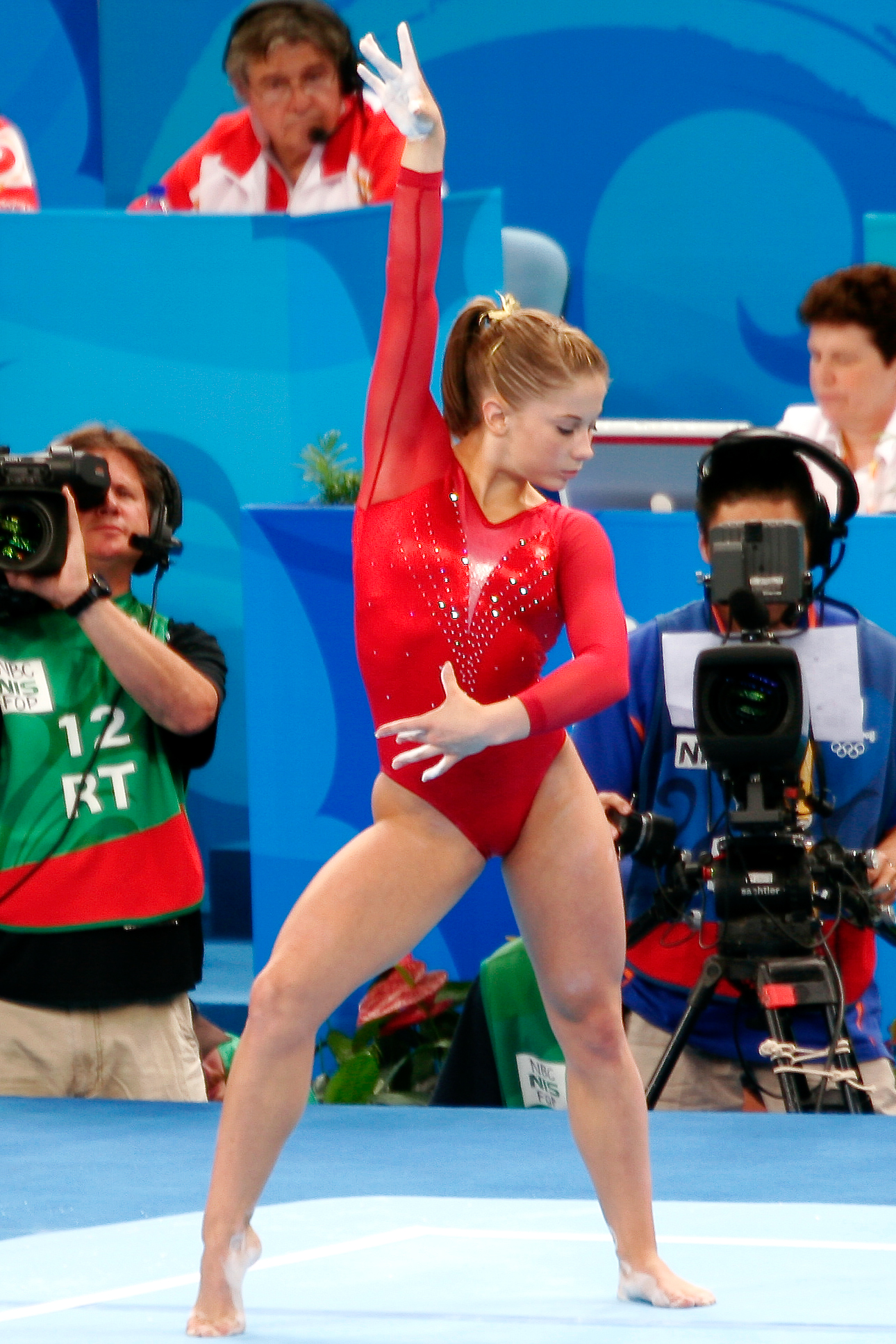
2008: turnster Shawn Johnson

| Jaar | Naam                               | Discipline                              |
| ---- | ---------------------------------- | --------------------------------------- |
| 1930 | Bobby Jones                        | golf                                    |
| 1931 | Bernard Berlinger                  | atletiek (tienkamp)                     |
| 1932 | James Bausch                       | atletiek (tienkamp)                     |
| 1933 | Glenn Cunningham                   | atletiek (middellange afstand)          |
| 1934 | William Bonthron                   | atletiek (middellange afstand)          |
| 1935 | W. Lawson Little Jr.               | golf                                    |
| 1936 | Glenn Morris                       | atletiek (tienkamp)                     |
| 1937 | Don Budge                          | tennis                                  |
| 1938 | Donald R. Lash                     | atletiek (lange afstand)                |
| 1939 | Joe Burk                           | roeien                                  |
| 1940 | J. Gregory Rice                    | atletiek (lange afstand)                |
| 1941 | T. Leslie MacMitchell              | atletiek (middellange afstand)          |
| 1942 | Cornelius Warmerdam                | atletiek (polsstokhoogspringen)         |
| 1943 | Gilbert R. Dodds                   | atletiek (middellange afstand)          |
| 1944 | Ann Curtis                         | zwemmen                                 |
| 1945 | Felix "Doc" Blanchard              | football                                |
| 1946 | Y. Arnold Tucker                   | football                                |
| 1947 | John B. Kelly Jr.                  | roeien                                  |
| 1948 | Bob Mathias                        | atletiek (tienkamp)                     |
| 1949 | Dick Button                        | kunstschaatsen                          |
| 1950 | Fred Wilt                          | atletiek (lange afstand)                |
| 1951 | Bob Richards                       | atletiek (tienkamp)                     |
| 1952 | Horace Ashenfelter                 | atletiek (lange afstand)                |
| 1953 | Samuel Lee                         | schoonspringen                          |
| 1954 | Mal Whitfield                      | atletiek (middellange afstand)          |
| 1955 | Harrison Dillard                   | atletiek (sprint)                       |
| 1956 | Pat McCormick                      | schoonspringen                          |
| 1957 | Bobby Joe Morrow                   | atletiek (sprint)                       |
| 1958 | Glenn Ashby Davis                  | atletiek (sprint)                       |
| 1959 | Parry O'Brien                      | atletiek (kogelstoten en discuswerpen)  |
| 1960 | Rafer Johnson                      | atletiek (tienkamp)                     |
| 1961 | Wilma Rudolph                      | atletiek (sprint)                       |
| 1962 | Jim Beatty                         | atletiek (middellange afstand)          |
| 1963 | John Pennel                        | atletiek (polsstokhoogspringen)         |
| 1964 | Don Schollander                    | zwemmen                                 |
| 1965 | Bill Bradley                       | basketbal                               |
| 1966 | Jim Ryun                           | atletiek (middellange afstand)          |
| 1967 | Randy Matson                       | atletiek (kogelstoten en discuswerpen)  |
| 1968 | Debbie Meyer                       | zwemmen                                 |
| 1969 | Bill Toomey                        | atletiek (tienkamp)                     |
| 1970 | John Kinsella                      | zwemmen                                 |
| 1971 | Mark Spitz                         | zwemmen                                 |
| 1972 | Frank Shorter                      | atletiek (lange afstand)                |
| 1973 | Bill Walton                        | basketbal                               |
| 1974 | Rick Wohlhuter                     | atletiek (middellange afstand)          |
| 1975 | Tim Shaw                           | zwemmen, waterpolo                      |
| 1976 | Bruce Jenner                       | atletiek (tienkamp)                     |
| 1977 | John Naber                         | zwemmen                                 |
| 1978 | Tracy Caulkins                     | zwemmen                                 |
| 1979 | Kurt Thomas                        | turnen                                  |
| 1980 | Eric Heiden                        | schaatsen                               |
| 1981 | Carl Lewis                         | atletiek (verspringen en sprint)        |
| 1982 | Mary Decker                        | atletiek (middellange en lange afstand) |
| 1983 | Edwin Moses                        | atletiek (sprint)                       |
| 1984 | Greg Louganis                      | schoonspringen                          |
| 1985 | Joan Benoit                        | atletiek (lange afstand)                |
| 1986 | Jackie Joyner-Kersee               | atletiek (zevenkamp)                    |
| 1987 | Jim Abbott                         | honkbal                                 |
| 1988 | Florence Griffith-Joyner           | atletiek (sprint)                       |
| 1989 | Janet Evans                        | zwemmen                                 |
| 1990 | John Smith                         | worstelen                               |
| 1991 | Mike Powell                        | atletiek (verspringen)                  |
| 1992 | Bonnie Blair                       | schaatsen                               |
| 1993 | Charlie Ward                       | basketbal, football                     |
| 1994 | Dan Jansen                         | schaatsen                               |
| 1995 | Bruce Baumgartner                  | worstelen                               |
| 1996 | Michael Johnson                    | atletiek (sprint)                       |
| 1997 | Peyton Manning                     | football                                |
| 1998 | Chamique Holdsclaw                 | basketbal                               |
| 1999 | Coco Miller & Kelly Miller         | basketbal                               |
| 2000 | Rulon Gardner                      | worstelen                               |
| 2001 | Michelle Kwan                      | kunstschaatsen                          |
| 2002 | Sarah Hughes                       | kunstschaatsen                          |
| 2003 | Michael Phelps                     | zwemmen                                 |
| 2004 | Paul Hamm                          | turnen                                  |
| 2005 | J.J. Redick                        | basketbal                               |
| 2006 | Jessica Long                       | paralympisch zwemmer                    |
| 2007 | Tim Tebow                          | football                                |
| 2008 | Shawn Johnson                      | turnen                                  |
| 2009 | Amy Palmiero-Winters               | ultralopen                              |
| 2010 | Evan Lysacek                       | kunstschaatsen                          |
| 2011 | Andrew Rodriguez                   | football                                |
| 2012 | Missy Franklin                     | zwemmen                                 |
| 2013 | John Urschel                       | football                                |
| 2014 | Ezekiel Elliott                    | football                                |
| 2015 | Keenan Reynolds en Breanna Stewart | football en basketbal                   |
| 2016 | Lauren Carlini                     | volleybal                               |
| 2017 | Kyle Snyder                        | worstelen                               |
| 2018 | Kathryn Plummer                    | volleybal                               |
| 2019 | Sabrina Ionescu en Spencer Lee     | basketbal en worstelen                  |
| 2020 | Niet gepresenteerd (COVID-19)      | Niet gepresenteerd (COVID-19)           |
| 2021 | Simone Biles en Caeleb Dressel     | turnen en zwemmen                       |
| 2022 | Carissa Moore                      | surfen                                  |
| 2023 | Caitlin Clark                      | basketbal                               |